# Acanthisittidae
Acanthisittidae este o familie de păsări mici din ordinul Passeriformes, subordinul Acanthisitti, endemică în Noua Zeelandă. În prezent trăiesc după părerea ornitologilor numai două specii. 

## Descriere
Păsările din această familie seamănă ca mărime cu pasărea ochiul boului (pănțăruș). Sunt păsări mici cu lungimea de 8 - 10 cm, au gâtul coada și aripile scurte, nefiind zburătoare bune. Picioarele sunt bine dezvoltate prevăzute cu degete lungi și subțiri. Ciocul este scurt și ascuțit, uneori curbat în sus. Culoarea penajului este de la galben-brun până la verde, partea ventrală fiind de culoare mai deschisă. Dimorfismul sexual este puțin pregnant, femelele având un colorit mat în comparație cu masculii.

## Mod de viață
Habitatul acestor păsări sunt de obicei pădurile și locurile stâncoase. Ele aleargă pe sol sau se cațără pe trunchiuri arbori în căutarea de insecte care sunt hrana lor principală. Sunt păsări periclitate de dispariție, deoarece rozătoarele aduse de corăbieri în Noua Zeelandă, consuma aceeași hrană , ocupând aceași nișă ecologică. Păsările sunt monogame, care cuibăresc pe sol, mai rar în copaci, puii fiind hrăniți de ambii părinți.

## Specii
- Genul Acanthisitta
  - Acanthisitta chloris
- Genul Xenicus
  - †Xenicus longipes
  - Xenicus gilviventris
  - †Xenicus lyalli
- Genul Pachyplichas
  - †Pachyplichas yaldwyni
  - †Pachyplichas jagmi
- Genul Dendroscansor
  - †Dendroscansor decurvirostris